# Kim Hyun-seok
Kim Hyun-Seok (Samcheok, 5 mei 1967) is een voormalig Zuid-Koreaans voetballer.

## Carrière
Kim Hyun-Seok speelde tussen 1990 en 2003 voor Ulsan Hyundai, Sangmu en Verdy Kawasaki.

## Zuid-Koreaans voetbalelftal
Kim Hyun-Seok debuteerde in 1990 in het Zuid-Koreaans nationaal elftal en speelde 23 interlands, waarin hij 5 keer scoorde.